# Jonathan Rhys Meyers

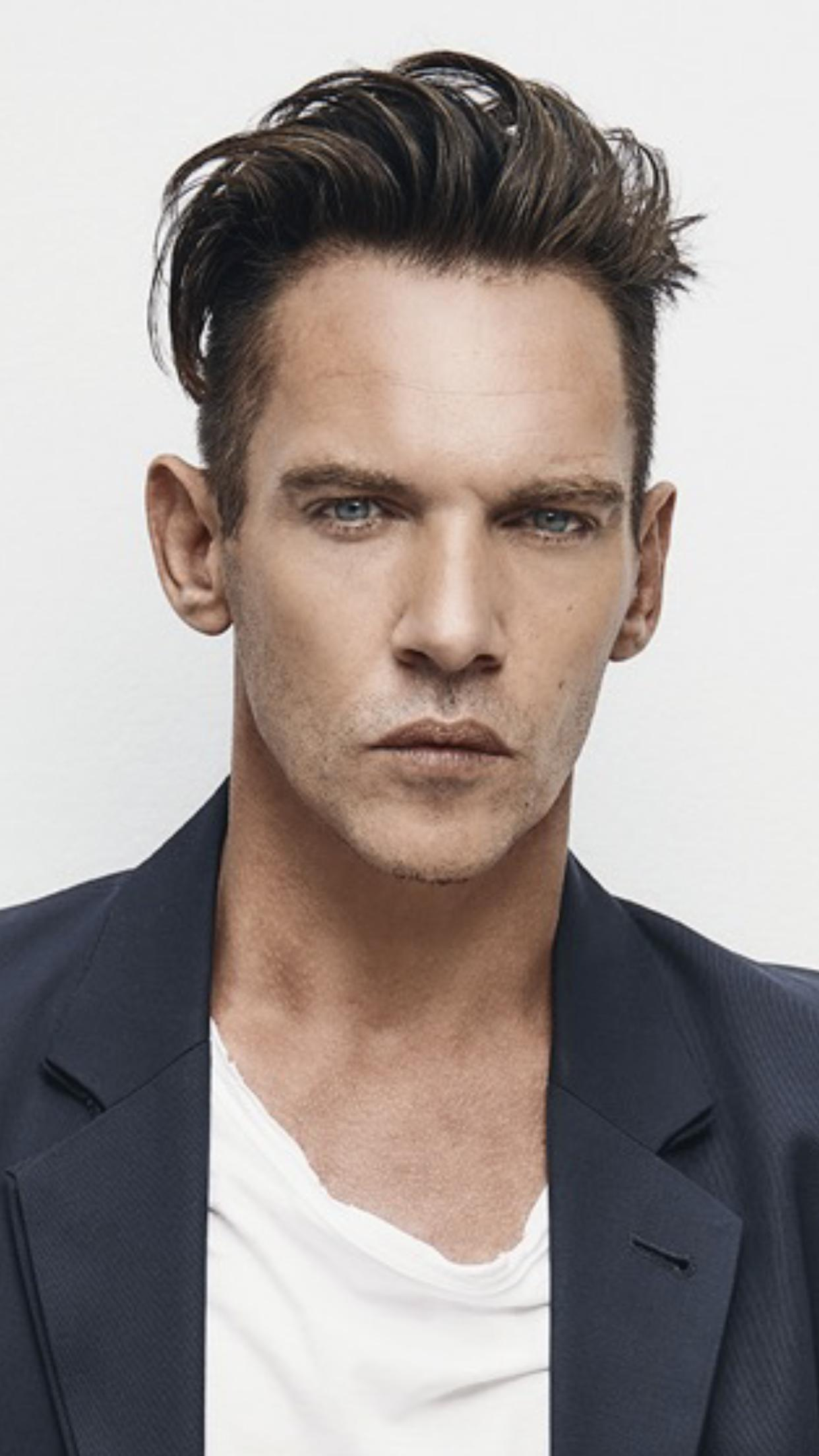
Jonathan Rhys Meyers, 2023

Jonathan Rhys Meyers (* 27. Juli 1977 in Dublin; eigentlich Jonathan Michael Francis O’Keeffe) ist ein irischer Theater- und Filmschauspieler.

## Leben

### Kindheit und Ausbildung
Jonathan Rhys Meyers wurde 1977 als Jonathan Michael Francis O’Keeffe in Dublin geboren. Da er mit einem Herzleiden auf die Welt kam, verbrachte er zunächst mehrere Monate im Krankenhaus. Ein Jahr nach seiner Geburt zog seine Familie nach Cork in den Südwesten des Landes. Als Jonny, wie er von seiner Familie und Freunden genannt wird, drei Jahre alt war, verließ sein Vater die Familie. Rhys Meyers hat zwei Schwestern und drei jüngere Brüder.
Nach einer sehr turbulenten Kindheit wurde er im Alter von 16 Jahren der Schule verwiesen. Sehr viel Zeit verbrachte er daraufhin in Billardhallen, wo er von einem Talentsucher von Hubbard Casting entdeckt wurde. Es folgte ein Vorsprechen für John Robarts Remake von The War of the Buttons (Krieg der Knöpfe); die Hauptrolle des Fergus ging jedoch an Gregg Fitzgerald. Nachdem Rhys Meyers den Traum von einer schnellen Karriere als Schauspieler aufgegeben hatte, bekam er die Hauptrolle für einen Werbespot des Suppenherstellers Knorr. 1994 feierte er mit einer Nebenrolle in Suri Krishnammas Tragikomödie A Man of No Importance sein Schauspieldebüt, u. a. neben so etablierten britischen Mimen wie Albert Finney, Brenda Fricker und Michael Gambon.

### Die ersten Hauptrollen
Rhys Meyers erste Hauptrolle folgte im Jahr 1996 in Sue Claytons Drama Auf der Suche nach Finbar. Die Aufnahmen fanden im schwedischen Teil Lapplands statt, wo während der Dreharbeiten die Schneeschmelze einsetzte. Die Dreharbeiten mussten deshalb um ein halbes Jahr verschoben werden. Während Rhys Meyers wieder in seine Heimatstadt Cork reiste, erhielt er in Irland eine Nebenrolle in Neil Jordans Historiendrama Michael Collins. Im Film war er unter anderem an der Seite von Liam Neeson, Julia Roberts und Ian Hart zu sehen. Darauf folgte Alberto Sciammas Horrorfilm Killer Tongue, der in Madrid gedreht wurde. Rhys Meyers hasste seine Rolle und spielte derart miserabel, dass er nach der Hälfte der Drehzeit entlassen wurde und in Lappland Auf der Suche nach Finbar zu Ende drehen konnte. Im selben Jahr folgte eine Nebenrolle in Nicolas Roegs Fernsehfilm Die Bibel – Samson und Delila.
Nach Stephen Poliakoffs Drama The Tribe u. a. mit Joely Richardson und Jeremy Northam flog Rhys Meyers 1997 in die USA, um in Kalifornien an den Dreharbeiten zu Der Macher (The Maker) teilzunehmen. In dem Drama von Regisseur Tim Hunter war er als Adoptivkind Josh zu sehen, das gemeinsam mit seinem älteren Bruder in kleinere Verbrechen involviert ist, die in einer Katastrophe enden. In Vorbereitung auf die Rolle musste Rhys Meyers sich innerhalb von zehn Tagen einen amerikanischen Akzent aneignen. Die nächsten zwei Jahre verbrachte der Schauspieler damit, fern seiner Heimat Irland Filme zu drehen, so u. a. den Krimi B. Monkey, in dem er an der Seite von Rupert Everett einen emotional haltlosen, vergeblich an seinen engsten Freunden Halt suchenden Jung-Kriminellen spielte, und verkörperte die zweite männliche Hauptrolle in dem Drama The Governess, in dem er an der Seite von Minnie Driver den jugendlichen Sohn eines adligen Hauses mimte, dessen Liebe zur rätselhaften Erzieherin seiner Schwester unerwidert bleibt.

### Durchbruch mit Velvet Goldmine
Der Durchbruch gelang Rhys Meyers 1998 mit Todd Haynes’ Velvet Goldmine. In dem Drama verkörperte er mit dem bisexuellen Rockstar Brian Slade eine Figur, die an den Sänger David Bowie angelehnt ist. Hierfür wurde er ein Jahr später bei den London Critics Circle Film Awards als bester britischer Newcomer des Jahres nominiert.
Nach Velvet Goldmine war Rhys Meyers abwechselnd in Film- und Fernseh-Produktionen zu sehen. Zu seinen TV-Arbeiten zählten u. a. die Hauptrolle in Andy Wilsons im Jahr 2000 produzierter Mysteryserie Gormenghast über den Aufstieg und Fall eines fiktiven Königreichs ebenso wie der Part des George Amberson Minafer in Alfons Araus Fernsehfilm The Magnificent Ambersons, der auf dem gleichnamigen Kinofilm Der Glanz des Hauses Amberson von Orson Welles aus dem Jahr 1942 basiert.
Auf der Kinoleinwand war Rhys Meyers in so unterschiedlichen Produktionen wie dem Bürgerkriegsdrama Ride with the Devil (1999) von Ang Lee als Gegenspieler von Tobey Maguire, dem Independentstreifen Prozac Nation (2001) mit Christina Ricci, der britischen Immigranten- und Fußballkomödie Kick It Like Beckham an der Seite von Keira Knightley und Parminder Nagra sowie in Mira Nairs Kostümdrama Vanity Fair – Jahrmarkt der Eitelkeiten zu sehen.

### Aufstieg als Elvis Presley und Henry VIII.

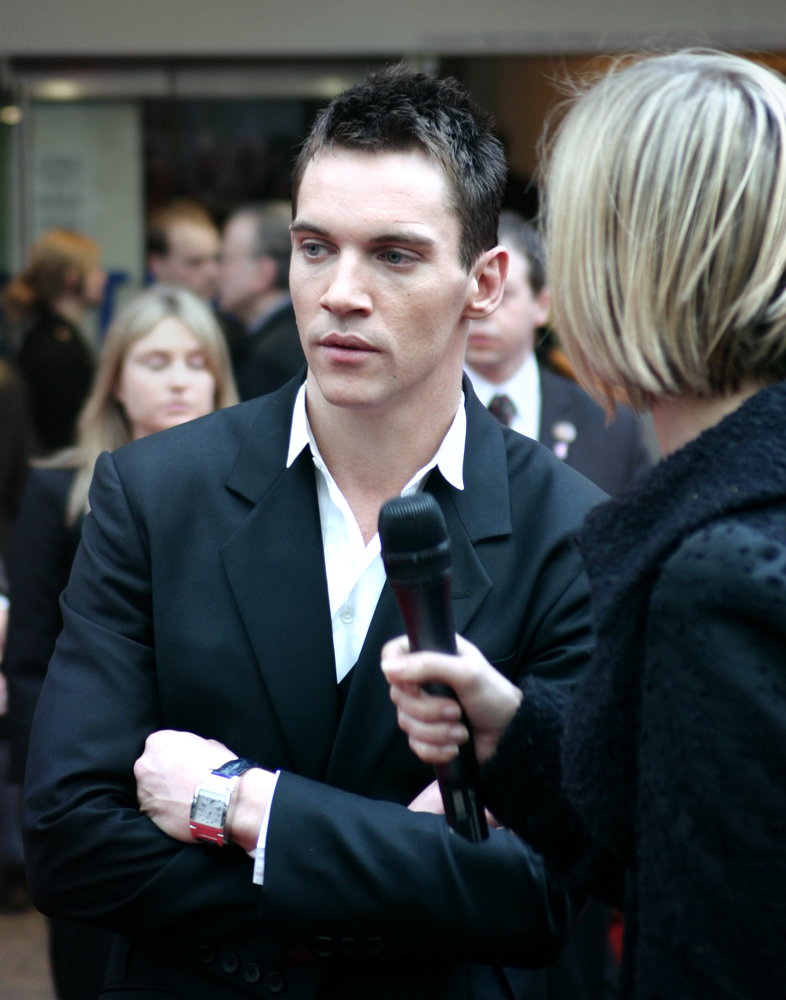
Jonathan Rhys Meyers bei einer Premiere von Mission: Impossible III (2006)

2003 spielte er eine Nebenrolle in der mit dem Golden Globe und einem Emmy preisgekrönten Fernsehproduktion The Lion in Winter, einem Remake des gleichnamigen Königsdramas aus dem Jahr 1968. Hier agierte er als junger König Philip von Frankreich u. a. an der Seite von Patrick Stewart und Glenn Close. 2004 folgte Oliver Stones Historienepos Alexander, in dem er in der Nebenrolle des Cassander zu sehen war. Ein Jahr später war er als junger Elvis Presley in James Steven Sadwiths Fernseh-Miniserie Elvis zu sehen. Für sein Porträt vom Aufstieg des Musikers wurde er 2005 für einen Emmy als bester Hauptdarsteller in einer Miniserie nominiert und ein Jahr später mit dem Golden Globe ausgezeichnet.
2005 folgte die Darstellung des innerlich zerrissenen, aber skrupellos mordenden Aufsteigers in Woody Allens Thriller Match Point an der Seite von Scarlett Johansson. Im April 2007 ließ er sich wegen Alkoholsucht in eine Entzugsklinik einweisen. Danach ging es mit seiner Schauspielkarriere weiter bergauf. Zwar wurden seine Fähigkeiten ein Jahr später in Mission: Impossible III an der Seite von Tom Cruise und Ving Rhames weniger gefordert, jedoch erhielt er 2008 für seine Interpretation des jungen Königs Heinrich VIII. von England in der Fernsehserie Die Tudors den Irish Film and Television Award sowie eine weitere Golden-Globe-Nominierung. In dieser Rolle war er von 2007 bis 2010 auf Showtime zu sehen.
Nach Ende der Tudors war er verstärkt in Kinofilmen wie From Paris with Love, Albert Nobbs und Chroniken der Unterwelt – City of Bones zu sehen. Im Juli 2012 erhielt er die Hauptrolle des Dracula / Alexander Grayson in der NBC-Fernsehserie Dracula. Diese wurde ab Herbst 2013 auf NBC und Sky Living ausgestrahlt.

### Privatleben
Der Schauspieler wohnt noch immer im irischen Cork. Er besitzt außerdem Appartements in Marokko und London. Er arbeitet auch als Musiker und Sänger, der die traditionelle irische Musik bevorzugt. Er interpretierte selbst einige Musikstücke in seinem Erfolgsfilm Velvet Goldmine und in dem Musikdrama Der Klang des Herzens. 1996 trat Rhys Meyers in dem Theaterstück Dark Blood auf. Neben seiner Film- und Theaterarbeit arbeitet er auch als Fotomodell für Hugo Boss. Bis 2009 war er mit Reena Hammer liiert. Seit 2014 ist er mit Mara Lane zusammen, sie heirateten 2016. Ihr gemeinsamer Sohn wurde im Dezember desselben Jahres geboren.

## Filmografie
- 1994: Ein Mann ohne Bedeutung (A Man of No Importance)
- 1996: Michael Collins
- 1996: Killer Tongue (La lengua asesina)
- 1996: Auf der Suche nach Finbar (The Disappearance of Finbar)
- 1996: Die Bibel – Samson und Delila (Samson and Delilah, Fernsehfilm)
- 1997: Der Macher (The Maker)
- 1997: American Dreamer – Charmante Lügner (Telling Lies in America)
- 1998: Velvet Goldmine
- 1998: The Governess
- 1998: The Tribe
- 1998: B. Monkey
- 1999: Loss of Sexual Innocence (The Loss of Sexual Innocence)
- 1999: Ride with the Devil
- 1999: Titus
- 2000: Gormenghast (Fernsehminiserie, vier Folgen)
- 2001: Prozac Nation – Mein Leben mit der Psychopille (Prozac Nation)
- 2001: Hand in Hand mit dem Tod (Happy Now)
- 2001: Tangled
- 2002: The Magnificent Ambersons (Fernsehfilm)
- 2002: Kick It Like Beckham (Bend It Like Beckham)
- 2003: The Emperor’s Wife
- 2003: Dead Simple (I’ll Sleep When I’m Dead)
- 2003: Lion in Winter – Kampf um die Krone des Königs (The Lion in Winter, Fernsehfilm)
- 2003: Octane – Grausamer Verdacht (Octane)
- 2003: The Tesseract
- 2004: Vanity Fair – Jahrmarkt der Eitelkeit (Vanity Fair)
- 2004: Alexander
- 2005: Elvis (Fernsehfilm)
- 2005: Match Point
- 2006: Mission: Impossible III
- 2007: Der Klang des Herzens (August Rush)
- 2007–2010: Die Tudors (The Tudors, Fernsehserie, 38 Folgen)
- 2008: Die Kinder der Seidenstraße (The Children of Huang Shi)
- 2008: A Film with Me in It
- 2010: Shelter
- 2010: From Paris with Love
- 2011: Albert Nobbs
- 2012: Belle du Seigneur
- 2013: Chroniken der Unterwelt – City of Bones (The Mortal Instruments: City Of Bones)
- 2013–2014: Dracula (Fernsehserie, zehn Folgen)
- 2013: Another Me – Mein zweites Ich (Another Me)
- 2015: Stonewall
- 2016: Roots (Fernsehserie)
- 2016: London Town
- 2017: The Shadow Effect – Keine Erinnerung. Keine Kontrolle (The Shadow Effect)
- 2017: Black Butterfly – Der Mörder in mir (Black Butterfly)
- 2017: The 12th Man – Kampf ums Überleben (Den 12. mann)
- 2017: Die Damaskus Verschwörung – Spion zwischen den Fronten (Damascus Cover)
- 2017–2019: Vikings (Fernsehserie, 17 Folgen)
- 2018: The Aspern Papers
- 2019: Awake
- 2021: Im Herzen des Dschungels (Edge of the World)
- 2021: The Survivalist
- 2021: American Night
- 2021: Yakuza Princess
- 2021: The Good Neighbor
- 2022: Wifelike
- 2023: 97 Minutes
- 2023: Ambush: Battlefield Vietnam (Ambush)
- 2024: The Clean Up Crew – Dreckige Jobs, saubere Arbeit (The Clean Up Crew)

## Diskographie
- 1998: Velvet Goldmine Soundtrack (Sebastian; The Ballad of Maxwell Demon; Baby’s On Fire; Tumbling Down)
- 2007: Der Klang des Herzens (August Rush) Soundtrack (Break; Moondance; This Time; Something Inside)

## Auszeichnungen
Emmy
- 2005: nominiert als Bester Hauptdarsteller in einer Miniserie für Elvis

Golden Globe
- 2006: Bester Hauptdarsteller in einer Miniserie oder Fernsehfilm für Elvis
- 2008: nominiert als Bester Serien-Hauptdarsteller – Drama für Die Tudors – Mätresse des Königs
- 2009: nominiert als Bester Serien-Hauptdarsteller – Drama für Die Tudors – Die Königin und ihr Henker

Weitere
Internationale Filmfestspiele von Cannes
- 2005: Trophée Chopard

Irish Film and Television Award
- 2008: Bester Hauptdarsteller – Fernsehen für Die Tudors – Mätresse des Königs

London Critics Circle Film Awards
- 1999: nominiert als Bester britischer Newcomer des Jahres für Velvet Goldmine

Manchester Film Festival
- 2018: Bester Schauspieler für Damascus Cover

Satellite Awards
- 2005: Bester Hauptdarsteller in einer Miniserie oder einem Fernsehfilm für Elvis